# Фрикке, Лонгин Христианович

Мемориальная доска в Новочеркасске

Лонгин (Логин, Логгин) Христианович Фрикке (1820—1893) — российский живописец-пейзажист, академик Императорской Академии художеств.

## Биография
Родился в семье помощника инспектора классов в Императорской Академии художеств.
Поступил в Академию художеств в 13-летнем возрасте. Обучался в Академии (1833—1839) у профессора М. Н. Воробьёва. Во время прохождения курса получил в награду за свои успехи большую серебряную медаль в 1835 году, малую золотую медаль в 1837 году, а также несколько раз похвалу от академического совета. Завершил обучение в академии в 1839 году с чином XIV класса и большой золотой медалью, присуждённой ему за картину «Вид в окрестности Дерпта». После этого был отправлен за границу для продолжения художественного образования (1839). Проведя шесть лет в Италии, в 1847 году возвратился в Санкт-Петербург и за работы, созданные за границей, был возведён в звание академика живописи. С этого момента выставлял свои произведения на академических выставках только два раза, в 1854 и 1855 годах, вскоре переехал в Крым, где продолжал заниматься живописью, изображая на своих полотнах в том числе быт крымских татар.
В 1860 году переехал в Новочеркасск, отойдя от живописи, и прожил в этом городе до конца жизни. В сентябре 2017 года в Новочеркасске установлен памятник Фрикке на аллее по проспекту Платовскому напротив здания, где жил художник.
Картины Фрикке в конце XIX века оценивались как обладающие «точностью рисунка и верной передачей линейной перспективы, но условны и вялы в тонах». Одной из наиболее известных картин его авторства является «Вид в имении Фаль, неподалеку от Ревеля».

## Галерея

Некоторые работы
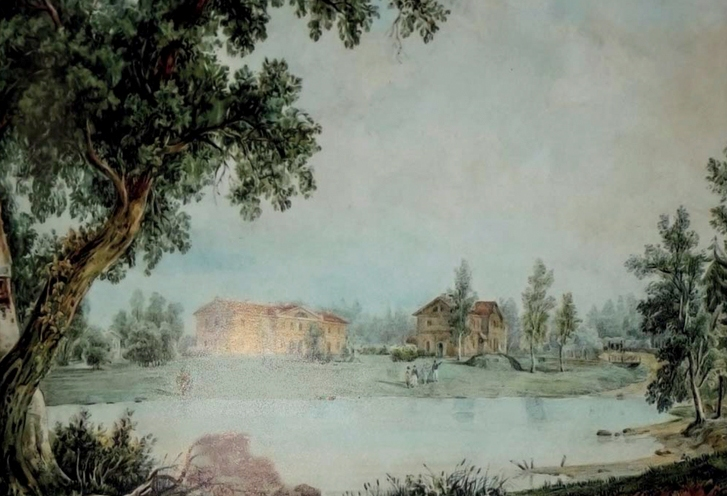
Вид Приютино
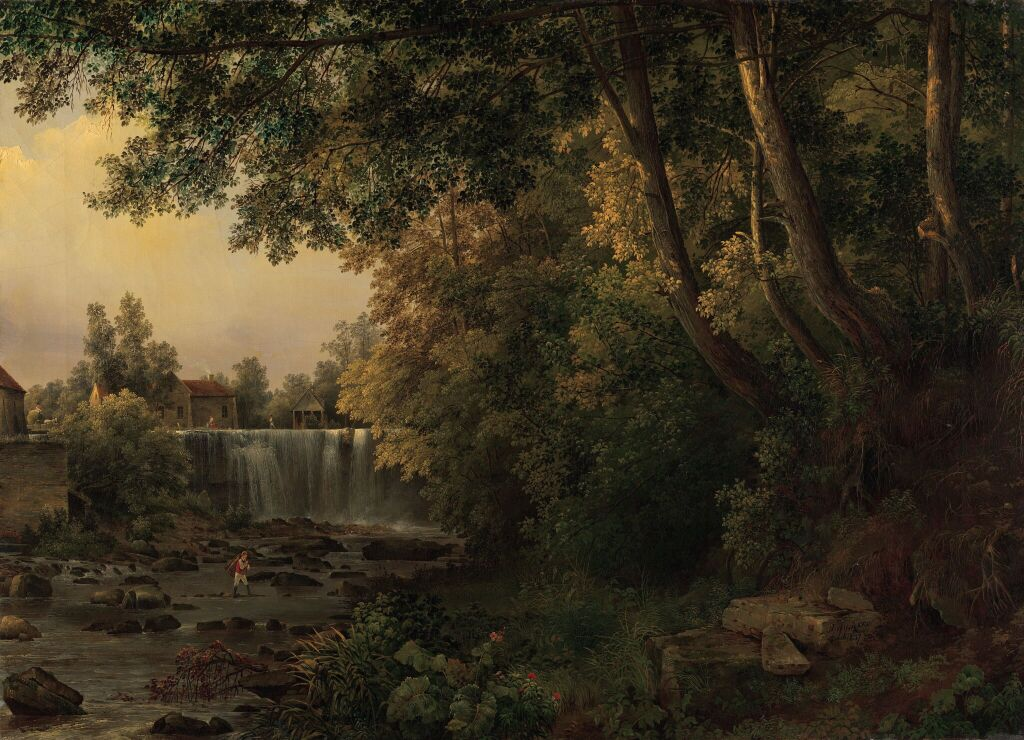
Вид на мызе Фалль графа А. Х. Бенкендорфа близ Ревеля
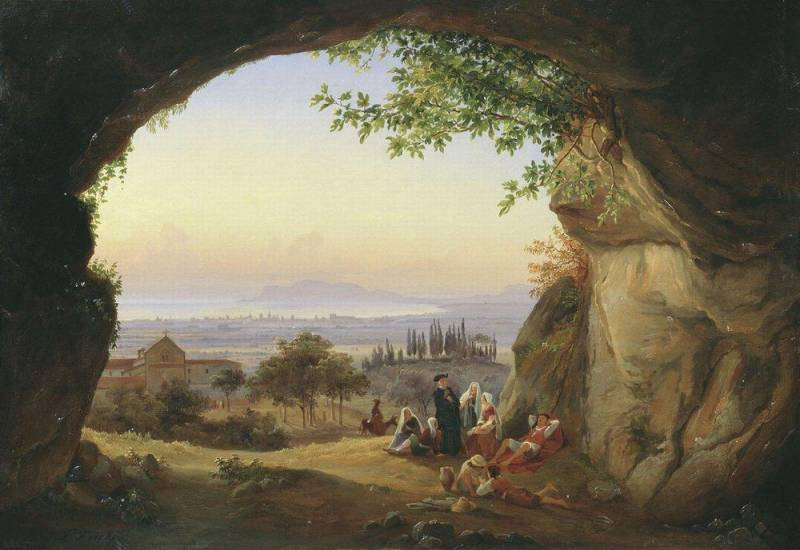
Пейзаж с фигурами
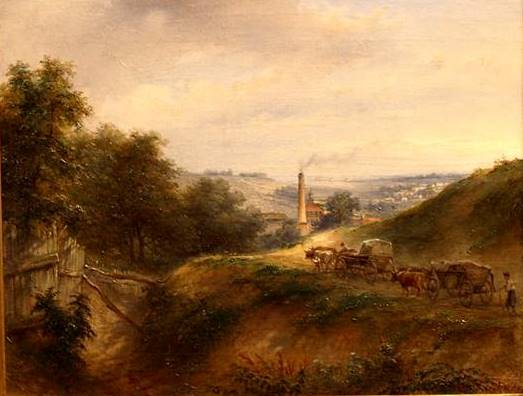
Вид окрестностей Новочеркасска
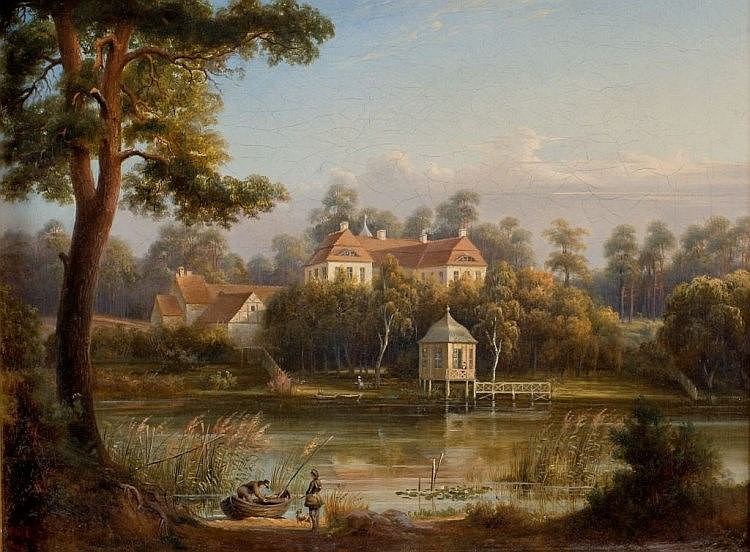
Пейзаж

## Память
В Новочеркасске в сентябре 2017 года был открыт памятник художнику, а ранее его именем названа городская улица и на доме, где жил мастер, установлена памятная доска.